# Friedrich Luckwaldt
Friedrich Luckwaldt (* 25. November 1875 in Stettin; † 10. Dezember 1945 in Rostock) war ein deutscher Historiker.

## Leben
Nach der Promotion zum Dr. phil. in Göttingen 1897 war er Privatdozent in Bonn (1900–1907) und seitdem Professor an der Technischen Hochschule Danzig.

## Schriften (Auswahl)
- Ursachen und Lehren des Zusammenbruches. Rede im deutsch-demokratischen Verein Danzig-Langfuhr am 24. November 1919. Danzig 1919.
- Deutschlands Anspruch auf einen Rechtsfrieden. Geschichtliche Betrachtungen über Krieg und Waffenstillstand. Danzig 1919.
- Deutschland, Russland, Polen. Die geschichtliche Entwicklung der Ostprobleme. Zwei Vorträge. Danzig 1929.
- Der Aufstieg der Vereinigten Staaten zur Weltmacht. Eine Geschichte ihrer Außenpolitik. Berlin 1935, OCLC 907591506.